# 윌 유 매리 미? (2004년 영화)
윌 유 매리 미?(Mujhse Shaadi Karogi, Will You Marry Me?)는 인도에서 제작된 데이빗 다원 감독의 2004년 코미디, 멜로/로맨스 영화이다. 살만 칸 등이 주연으로 출연하였다.

## 출연

### 주연
- 살만 칸
- 악쉐이 쿠마르
- 프리앙카 초프라

### 조연
- 암리쉬 푸리
- 라즈팔 야다브